# Joaquim Augusto Amorim da Fonseca
Joaquim Augusto Amorim da Fonseca (Varziela, 1862 – Loriga, 21 de maio de 1927). Filho de Francisco da Fonseca e de Emília da Fonseca. Foi médico em Loriga, onde desempenhou um papel de destaque na história do início do século XX loriguense, sendo recordado como um homem que deu a vida pelos seus pacientes.

## Biografia

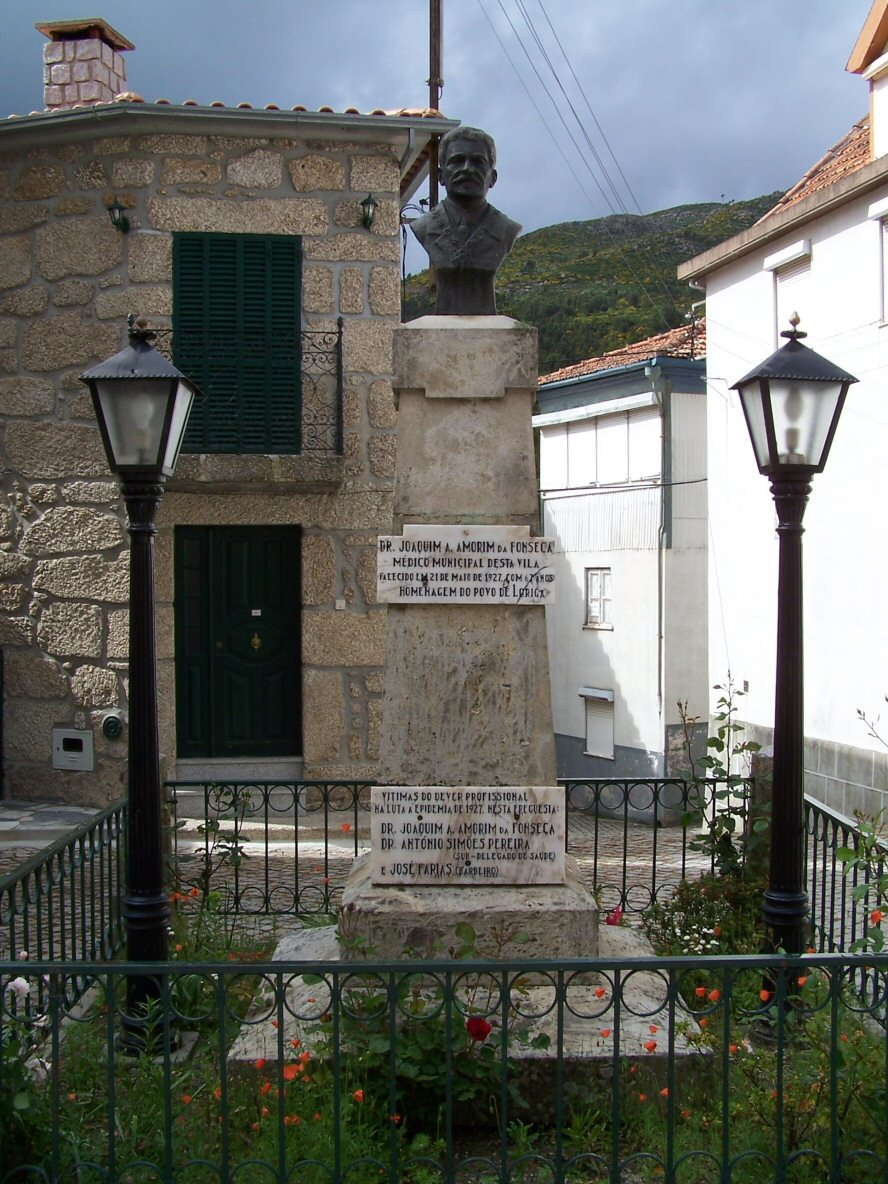
Busto de homenagem ao Dr. Joaquim A. Amorim da Fonseca, Loriga

Após licenciar-se em Medicina, casou-se com D. Urbana Madeira, natural de Poiares, no concelho de Arganil, estabelecendo-se nessa localidade até ser transferido para Loriga, em 1893, onde continuou a exercer a sua profissão, com o cargo de Médico Municipal, até à data da sua morte.
Foi descrito como sendo um indivíduo gentil, cortês, com fortes valores morais e religiosos; um homem e um profissional extremamente dedicado aos seus pacientes, independentemente da sua idade e classe social, chegando a desesperar quando se via impotente frente ao sofrimento que certas patologias originavam. Apesar das condições atmosféricas típicas desta zona do país, do relevo montanhoso e das más condições dos caminhos e estradas existentes na época, o Dr. Amorim da Fonseca prestava assistência médica em todas as localidades vizinhas, deslocando-se a pé ou de mula, dispensando, por vezes, qualquer remuneração monetária pelos seus serviços. Todas estas razões levaram a que fosse amado e respeitado pelo Povo. A sua dedicação fez com que viesse a falecer, a 21 de Maio de 1927, da mesma epidemia que combatia diariamente a nível profissional, e que dizimou uma parte da população loriguense no final dos anos '20: o tifo epidémico (ou exantemático).
A 19 de Setembro desse ano, os seus restos foram trasladados do cemitério de Loriga para o cemitério da Pedreira, em Felgueiras.
Em 1979, para celebrar o cinquentenário da sua morte, e como prova de gratidão, a Junta de Freguesia de Loriga, mandou erigir um busto em sua homenagem, num largo que passaria a ter o seu nome: Largo Dr.º Amorim da Fonseca.